# Гарун
Гарун (араб. هارون‎), (біблійний Аарон) — пророк (набі) Аллаха, старший брат і помічник пророка (расула) Муси. Він був сином Імрана і нащадком Якуба (Якова).

## Історія Гаруна вКорані
В коранічних оповідях про Мусу Аллах призначає Гаруна помічником Муси, бо останній боявся своєї високої місії, відчував себе фізично слабким, не був красномовним. Гарун разом з Мусою з'явилися до Фірауна з вимогою відпустити ізраїльський народ. Після виходу з Єгипту, за відсутності Муси, Гарун не зумів спинити ізраїльтян, які стали поклонятися тельцю замість Аллаха (7:148/146—151/150; 20:29/30—33/34; 90/92—94/95; 28:34—35) (також див. Муса).

## Гарун у мусульманському переданні
В післякоранічних переданнях розповідається про велику любов ізраїльтян до Гаруна, про його смерть у печері. Досі як могила Гаруна вшановується печерне поховання у скелі в Південній Йорданії коло Петри. Образ Гаруна пов'язувався в мусульманському богослов'ї з уявленням про те, що у кожного великого пророка був помічник, що практично здійснював його і Аллаха вказівки.